# Roc de l'Àliga (Castell de Vernet)
El Roc de l'Àliga és una muntanya de 2.295 metres que fa de límit dels termes comunals de Castell de Vernet, de la comarca del Conflent, i de Prats de Molló i la Presta, de la del Vallespir, a la Catalunya del Nord.
Es troba a l'extrem sud del terme, al sud-oest del Coll dels Bocacers i a llevant del Pla Guillem.